# The Non-Stop Kid
The Non-Stop Kid é um filme mudo em curta-metragem norte-americano de 1918, do gênero comédia, dirigido por Gilbert Pratt e estrelado por Harold Lloyd.

## Elenco
- Harold Lloyd - Harold

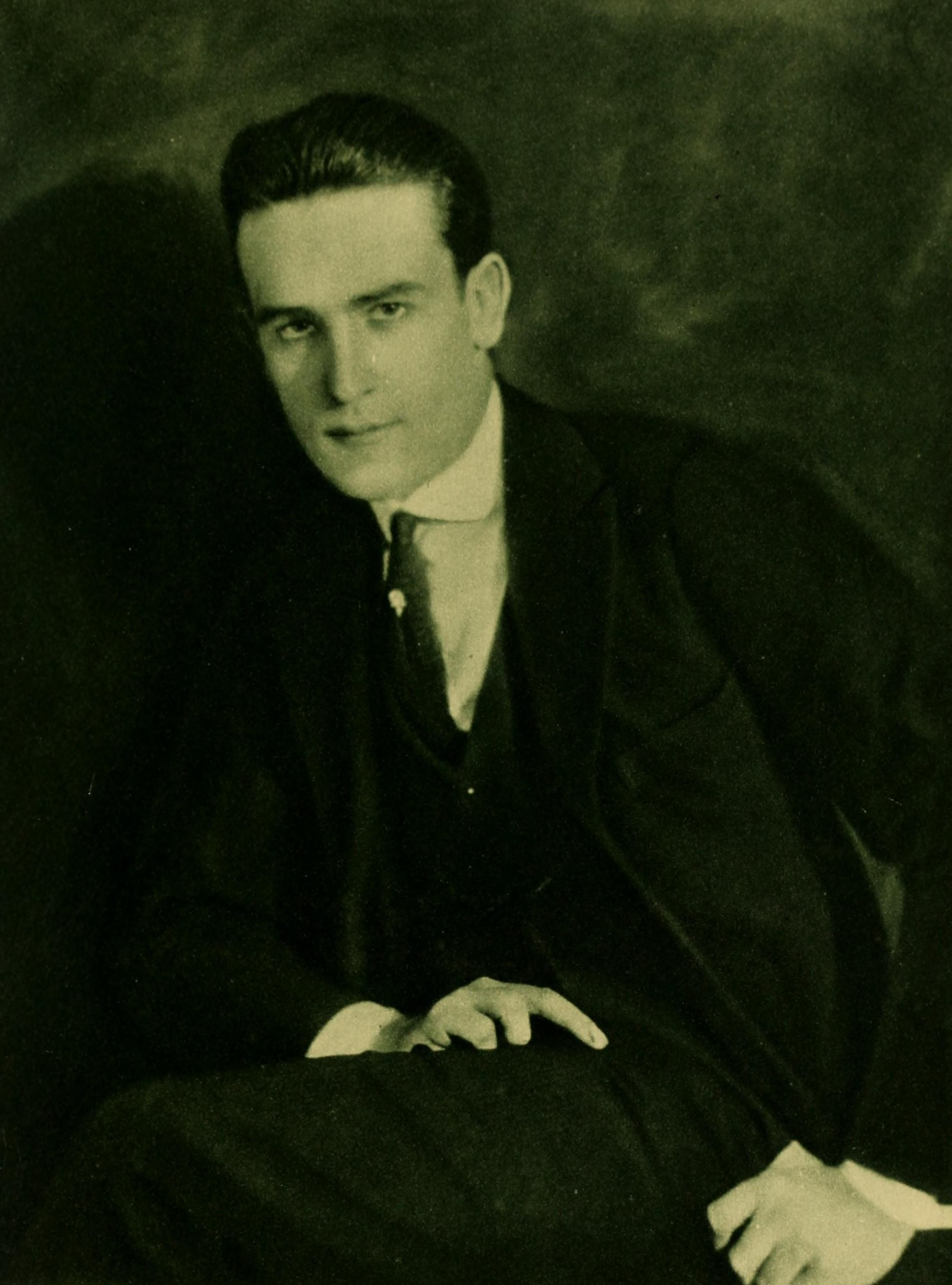
Harold Lloyd

- Snub Pollard - Snub (como Harry Pollard)
- Bebe Daniels - Miss Wiggle
- William Blaisdell - pai de Bebe
- Sammy Brooks
- Billy Fay - Prof. Fay
- William Gillespie - (não creditado)
- Lew Harvey - (não creditada)
- Bud Jamison - (não creditado)
- Margaret Joslin - (não creditada)
- Gus Leonard
- J. Darcie 'Foxy' Lloyd - (como James Darsie Lloyd)
- Charles Stevenson - (não creditado)
- Dorothea Wolbert - (não creditada)
- Noah Young - (não creditada)